# 纳克索斯和小基克拉泽斯
纳克索斯和小基克拉泽斯是希腊南愛琴大區纳克索斯专区的市镇，行政中心为纳克索斯镇。市镇面积为495.9平方公里，2021年人口数量为20,578人。
此市镇包括整个基克拉泽斯群岛中的纳克索斯岛和小基克拉泽斯群岛（包括佐努薩島、伊拉克利亞島、凱羅斯島、库福尼夏岛、斯希努薩島等小岛）。
此市镇设立于2011年地方政府改革中，由原6个市镇合并而成，原市镇则成为此市镇的6个市区。